# إدوارد بروس
إدوارد بروس (بالإنجليزية: Edward Bruce)‏ هو رسام أمريكي، ولد في 13 أبريل 1879 في دوفر بلاينس في الولايات المتحدة، وتوفي في 26 يناير 1943 في هوليوود في الولايات المتحدة.